# 張有興
張 有興, CBE, JP（ちょう ゆうこう、英語: Hilton Cheong-Leen、1922年8月6日 – 2022年1月4日）は、香港の政治家、実業家である。1957年から1991年まで、歴代最長である34年の長きにわたって市政局民選議員として活動した。1981年から1986年にかけては華人初の市政局主席でもあった。また、戦後の香港において活動した2つの準野党のうちの一つである香港公民協会で長年に亘り主席を務めた。1973年から1979年にかけて立法局非官守議員に任命され、1985年から1988年には、最初の立法局選挙にて市政局選挙団から選出された最初の民選議員となった。

## 生い立ち、実業家としての経歴
張は1922年8月6日、イギリス領ギアナのジョージタウンにて、華人3世の母Elvira Cheong-Leenと、中国から香港を経てギアナの叔父の元に来たEdward Cheong-Leenの間に生まれた。ジョージタウンのセントラル・ハイスクールにて教育を受けた後、9歳頃にイギリス領香港へ移り、喇沙書院に通った。法律事務所、貿易会社で働き、放課後は銀行員としても働いた。
香港陥落後、張は日本軍占領下の香港を離れ、中華民国の非占領地域へ移った。家族と共に桂林市に住みながらアメリカ領事館で働き、後に昆明市へと移る。最終的に、戦後になって香港へ戻った。しばらくの間ジャーナリストとして働き、BBCの香港特派員であったこともある。サウスチャイナ・モーニング・ポストからオファーを受けたが、家族の要望に従って商業界に参入、1945年に自身の貿易会社であるH. Cheong-Leen & Co.を設立し、贈答品、高級品、時計の輸入に従事した。
出版社として、1953年には香港青年商会に参加し、代表者としてサンフランシスコで開催されたJCI世界会議に出席した。香港手錶入口商会（Hong Kong Watch Importers Association）主席を長く務め、香港表廠商会（Hong Kong Watch Manufacturers Association）の永遠名誉会長となった。

## 初期の政治的経歴
当時香港植民地で唯一の直接選挙であった市政局民選議席は、ブルック・バーナッキ率いる香港革新会に独占されていた。張はロジャー・ロボ、アルナルド・デ・オリベイラ・サリス、ブリゴン・カシアン師、胡百全博士らとともに、1954年に香港公民協会を結成した。張は同協会の初代秘書長（secretary-general）であり、中環のシアター・レーンにあるジミーズ・キッチンの中二階にあるバーで開催された最初の会合に出席していた。
同協会の代表として、1950年代にロンドンとニューヨークを訪れた。政治体制改革などの問題について、ロンドンではイギリス植民地省の官僚や香港総督サー・ウィリアム・ピールの息子であるウィリアム・ジョン・ピールといった各政党の国会議員と、ニューヨークではラルフ・バンチやベンジャミン・ヴィクター・コーエンといった国際連合高官と会談した。
張は馬文輝が主導する香港国際連合協会（中国語: 聯合國香港協會）の副主席も務めた。馬とは昆明での生活を通じて親交を深めていた。1955年には、バンコクで開催された国際連合協会の国際会議に協会代表として出席した。さらに、中国難民国際協会（International Association of the Chinese Refugees）の秘書として、香港における難民問題に関し、ジュネーブおよびニューヨークの国連難民高等弁務官事務所を訪問した。

## 市政局議員として
張は1956年の市政局選挙に公民協会の公認で初めて立候補したが、当選には至らなかった。翌1957年の選挙で再び立候補し、4議席のうち最後の1議席を獲得した。その後1991年に引退するまでの34年間、市政局議員を務めた。張は1968年に公民協会主席に就任すると、2004年までの長きにわたりこれを務めた。当時の香港公民協会は、香港革新会と比較すると中産階級寄りで、中道路線の政党として位置付けられていた。
ヤング・プランの棚上げにより政治制度改革の進展が停滞すると、1960年に公民協会と革新会は改革を求めるための共同戦線を結成した。同年、張は代表団を率いてロンドンを訪れ、イギリス政府関係者に対して改革の必要性を訴えたが、その要求は政府に受け入れられなかった。
張有興は1973年、初めて市政局議員による選挙で選出されることとなった主席職に立候補したが、アルナルド・デ・オリベイラ・サリスに敗れ、副主席に選出された。その後、1981年にサリスが退任すると、選挙で黄夢花を破り、市政局初の華人系議長となった。張はこの職を1986年まで務めた。
また、香港女童軍港島地方協会主席、香港演藝学院 校董会副主席、撲滅罪行委員会委員、香港フィルハーモニー管弦楽団および香港バレエ学院董事など、多くの公職を歴任した。さらに、当然議員として湾仔区議会議員も務めた。これらの公共サービスへの貢献が認められ、1984年には大英帝国勲章（CBE）を授与された。
34年間の公職を経て、張は1991年市政局選挙に出馬しないことを決断し、同局から退いた。これにより、彼は香港史上2番目に長く公選職を務めた人物となった（最長はブルック・バーナッキの41年）。また、連続在任期間としては最長の公選職保持者であった。

## 立法局議員として
1973年5月1日、退任したハーバート・ジョン・チャールズ・ブラウンおよび逝去した王永祥夫人の後任として、マクレホース総督によりガイ・セイヤーとともに香港立法局の非官守議員に任命された。立法局での最初の任期において、彼は9年間の無償義務教育の導入を強く提唱し、外務・英連邦省に対しても働きかけを行い、その実現に貢献した。6年間の在任を経て、1979年8月31日に胡文瀚とともに立法局を退任し、後任として胡法光と黄保欣が任命された。
1980年代、英中共同声明の完成に伴い、香港政庁は政治制度改革を実施した。1985年には初の間接選挙が導入され、立法局の24議席が選挙委員会および功能界別（職能団体）による選挙で選出されることとなった。張は、市政局の全議員で構成される市政局選挙団においてエルシー・トゥを破り、再び立法局議員となり、1988年まで務めた。

## 個人生活と死
最初の妻であるPauline Chowは、「中国のナイチンゲール」と称されるソプラノ歌手であった。Paulineは北京で生まれ、ブリッジマン学院および国立北京大学で教育を受けた。二人は桂林で出会い、張は彼女の影響でバス・バリトン歌手を志すことさえあった。二人は1945年に結婚し、Paulineが1979年に亡くなるまで連れ添った。夫妻の間には4人の子供がおり、Reginald（1951年生）、Susan（1953年生）、Franklin（1958年生）、Flora（1959年生）がいる。そのうち、四女の張天愛（Flora Cheong-Leen）は著名なバレリーナ兼デザイナーであり、俳優ラッセル・ウォンと結婚していたことがある。
張は1988年に二番目の妻、顔婉玉と再婚したが、その後離婚した。顔はクラシックピアニストであり、また陶芸画家でもあった。彼女はトリニティ・カレッジ・ロンドンで教育を受け、1988年から1992年にかけて香港で磁器絵画の展覧会を開催した。2014年3月19日、顔はシンガポールのバンガローのプールで69歳で死亡しているのが発見された。彼女の18歳のインドネシア人家政婦、中部ジャワ州出身のデウィ・スコワティが殺人の容疑で起訴された（en:Murder of Nancy Gan）。その後1年以上が経過した2015年4月21日、殺人罪の訴因は「殺人には至らない加重傷害致死（故殺）」に減刑された。さらに1年後の2016年5月31日、シンガポール高等法院で裁判が始まると、デウィは故殺罪を認め、違法な殺害行為により18年の禁錮刑を言い渡された。
張有興は2022年1月4日、99歳で死去した。林鄭月娥行政長官をはじめ、多くの人物が彼の生涯を称え、哀悼の意を表した。